# Walter Zenga
Walter Zenga (Milánó, 1960. április 28. –) olasz válogatott labdarúgó.

## Sikerei, díjai
Játékosként
FC Internazionale Milano
- Serie A : 1988-89
- Olasz labdarúgó-szuperkupa : 1989
- UEFA-kupa: 1991, 1994

## Fordítás
- Ez a szócikk részben vagy egészben  a   Walter Zenga című angol Wikipédia-szócikk fordításán alapul.  Az eredeti cikk szerkesztőit annak laptörténete sorolja fel. Ez a jelzés csupán a megfogalmazás eredetét és a szerzői jogokat jelzi, nem szolgál a cikkben szereplő információk forrásmegjelöléseként.

1. ↑  walter-zenga